# كوبرا فيردي (فلم)
كوبرا فيردي (بالإنجليزية: Cobra Verde) فيلم درامي للمخرج الألماني فرنر هرتزوغ إنتج عام 1987، ومن بطولة كلايوس كينسكي، وهو التعاون الخامس والأخير لهما. الفيلم عن كتاب والي أويدا لزميل الجمعية الملكية للأدب، وكاتب الرحلات والروائي والصحفي الإنجليزي بروس تشاتوين، والذي صدر عام 1980.  ويصور الفيلم حياة تاجر رقيق في القرن الثامن عشر، وصُور في البرازيل وكولومبيا وغانا.

## طاقم الممثلين
- كلايوس كينسكي: فرانسيسكو مانيول دي سيلفا (كوبرا فيردي أو الثعبان الأخضر)
- كينغ آمباو[الإنجليزية] (ممثل وصانع أفلام من غانا): تاباريكا
- جوزيه لويجوي[الإنجليزية] (ممثل برازيلي): دون اوكتافيو كوتينهو
- سلفاتور باسيل: كابتن فراتيرنيدايد
- بيتر بيرلين[الإنجليزية]: بيرنابي

## أحداث الفيلم
يبدأ الفيلم بالراوي، وهو عجوز فقير يعزف على الكمان ويقول للحاضرين:هذا سيكلفكم المال .. عليكم أن تدفعوا .. لاغنى لكم عن القصة الشعرية .. يا سيدات يا سادة .. سأروي لكم قصة فرانسيسكو مانيول.. قاطع الطريق الخطير كوبرا فيردي.. سيد العبيد .. أفقر الفقراء .. وحيد الوحيدين .. الذي أصبح نائب الملك. فرانسيسكو مانيول دى سيلفا (الممثل كلايوس كينسكي) مربي ماشية برازيلي، ينهار عمله بسبب الجفاف ويضطر للعمل في شركة لتعدين الذهب، وبعد اكتشاف استغلال رئيسه له، يقتل رئيسه وينطلق حاملا سلاحه ليصبح قاطع الطريق كوبرا فردي، الذي لا يركب الخيل، ولا يلبس أحذية، ولا يصادق الناس، فهو على حد قوله:لا أثق في الناس ولا في الخيل ولا في الأحذية. يدخل فرانسيسكو المدينة ويصاب سكانها بحالة هلع، يصيحون آتى كوبرا فيردي، احتموا بالكنيسة. يدفع فرانسيسكو باب الحانة حاملا سلاحه، ولا يجد سوى شاب قصير اسمه ايكوليداس يأمره بأعطاءه شراب وطعام، ويرفع الشاب صوته ليأمر فرانسيسكو أن يترك سلاحه خارج الحانة ليأكل ويشرب. يطيع كوبرا فيردي تعليمات ايكوليداس ويجلس يحتسي مشروبا معه حيث يدور بينهما حوار، ليطلعه ايكوليداس على أحلامه، فهو يرى الثلج يأتي من القمر، هناك دائما ثلج على القمر، لهذا فهو أبيض وبارد، عندما يحل المساء أطراف الجبل تجذب الثلج، بقدر الملح في عيوننا، عليك أن تسير غربا إلى حيث يتحول العالم كله إلى أبيض كالريش، حتى الأسود تصبح بيضاء، والأرانب ترتدي معاطف من جليد، حيث تمشي وأقدامك لا وزن لها، خلال عام أو أكثر سأبيع الحانة لأذهب غربا إلى الجبال. يرد فرانسيسكو أنه ذاهب شرقا إلى البحر، ويحذره ايكوليداس من الذهاب شرقا فعند البحر تولد الزوابع. يستمر فرانسيسكو في قطع الطرق، ويدخل المدينة وهناك مالك مزارع القصب البارون دون اوكتافيو كوتينهو يعاقب أحد العبيد الافارقة العاملين في مزارعه، ويفر عبد آخر ويمسك به فرانسيسكو، ويجد دون كوتينهو أن فرانسيسكو لابد ان يعمل عنده بعدما رآه ورأى كيف بقسوته ونظراته القوية، يخضع له من حوله. نشاهد دون كوتينهو يصرخ في بناته الثلاثة بعد اكتشاف حملهن من فرانسيسكو، وعندما يواجهه دون كتينهو، يرد فرانسيسكو بهدوء وثقة أنه قاطع الطريق كوبرا فردى. يجتمع البارون بكبار شخصيات المدينة ويسألهم هل يقتل فرانسيسكو؟ ويقترح أحدهم ارساله في مهمة قد لا يرجع منها وهي إلى غرب أفريقيا لاعادة شراء الرقيق بعد توقف هذه التجارة.
·تحدث المفاجأة وينجح فرانسيسكو في تبادل بين ملك أفريقى، حيث يأخذ عبيد مقابل أسلحة جديدة على الافارقة. يقوم البرتغاليون بحظر العبودية ويستولوا على كل ما عند فرانسيسكو، ويعلن الإنجليز ثمنًا لرأسه.  بالرغم من الصعاب نشاهد كوبرا فردى على الشاطئ وهو يجذب بكل قوته سفينة ليبحر دون جدوى، وينهار بجوارها، وينتهى الفيلم بمشهد افريقى مصاب بشلل أطفال ويسير على أربعة، قادم في اتجاه فرانسيسكو، وشابات أفريقيات يضحكن وينشدن.  

## الإنتاج
صُوّر الفيلم في غانا والبرازيل وكولومبيا. وعرض المخرج فرنر هرتزوغ على الممثل كلايوس كينسكي، صورًا قام هو بتصويرها لأماكن قرر أن تكون مواقع التصوير، ولكن كينسكي لم يقتنع بهذه الأماكن، وسافر مع مجموعة من الأصدقاء إلى أماكن كثيرة مثل  سفوح سييرا نيفادا (كولومبيا) وأماكن ساحلية في شبه جزيرة لا غواجيرا (كولومبيا)، وعندما عاد وعرض الصور التي التقطها، تغير رأى هرتزوغ، ولذا قال كينسكي: «ألا يعلم هرتزوغ أنني أضفي الحياة على المشهد الميت».

## التوتر بين طاقم العمل
كان الفيلم آخر عمل يجمع بين هرتزوغ وكينسكي، وكان يتوج أعمالهم السابقة، لكن كينسكي وباندفاعه تسبب في مشاكل كان أكبرها عندما أساء لمصور الفيلم توماس ماوتش واضطر هرتزوغ إلى استبدال المصور، ويكمل العمل بمصور آخر هو فيكتور روزيكا. ما حدث من توتر أثناء التصوير بسبب كينسكي، كان دافع هرتزوغ لإنتاج فيلم تسجيلي عن كينسكي عام 1999 تحت اسم عدوي المفضل.

## وصلات خارجية
- مقالات تستعمل روابط فنية بلا صلة مع ويكي بيانات